# ISS-Expeditie 24
ISS Expeditie 24 is de vierentwintigste missie naar het International Space Station. De missie begon op 1 juni 2010.
Dit was de vierde missie met zes bemanningsleden. De commandant van deze missie was Aleksandr Skvortsov van de RSA. Aangezien er zes bemanningsleden naar het ISS vertrokken zijn er twee Sojoezraketten gelanceerd voor deze missie, omdat elke Sojoez maar drie bemanningsleden kan vervoeren.

## Bemanning
| Positie           | Eerste deel (mei 2010)                     | Tweede deel (mei 2010 tot september 2010)  |
| ----------------- | ------------------------------------------ | ------------------------------------------ |
| Bevelhebber       | Aleksandr Skvortsov, RSA 1e ruimtevlucht   | Aleksandr Skvortsov, RSA 1e ruimtevlucht   |
| Flight Engineer 1 | Michail Kornijenko, RSA 1e ruimtevlucht    | Michail Kornijenko, RSA 1e ruimtevlucht    |
| Flight Engineer 2 | Tracy Caldwell Dyson, NASA 2e ruimtevlucht | Tracy Caldwell Dyson, NASA 2e ruimtevlucht |
| Flight Engineer 3 |                                            | Fjodor Joertsjichin, RSA 3e ruimtevlucht   |
| Flight Engineer 4 |                                            | Shannon Walker, NASA 1e ruimtevlucht       |
| Flight Engineer 5 |                                            | Douglas H. Wheelock, NASA 2e ruimtevlucht  |

bronNASA

## Reservebemanning
- Mikhail Tyurin
- Aleksandr Samokoetjajev
- Scott Kelly
- Andrej Borisenko
- Paolo Nespoli
- Catherine Coleman